# Gösta Lundström (biskop)
Henning Gösta Lundström, född den 30 april 1905 i Södertälje, död den 21 maj 1991 i Uppsala, var biskop i Strängnäs stift mellan 1955 och 1972. 
Lundström avlade teologie kandidatexamen 1930 och teologie licentiatexamen 1942. Han promoverades till teologie doktor 1947. Lundström blev komminister i Strängnäs 1934 samt domprost och kyrkoherde där 1944. Han var biskop i Strängnäs stift 1955–1972. Lundström var redaktör för stiftsbladet Upp till Herrens gårdar 1934–1938. Han var militärpastor vid Södermanlands regemente 1939–1942 och vid Södermanlands pansarregemente 1942–1945, vice ordförande i Svenska kyrkans sjömansvårdsstyrelse 1959–1975, inspektor för Strängnäs småskoleseminarium 1945–1970 och ordförande i Strängnäs stifts teologiska sällskap från 1944. Bland Lundströms skrifter märks Minnesteckningar (till prästmötet, 1942), Guds rike i Jesu förkunnelse (doktorsavhandling, 1947), Minnesteckningar (1948), Herdabrev (1956) och The Kingdom of God in the Teaching of Jesus (1963).  Han blev ledamot av Nordstjärneorden 1948, kommendör av första klassen av samma orden 1958 och kommendör med stora korset 1967. Lundström vilar på Gamla kyrkogården i Strängnäs.